# 102.ª Grey Cup
La 102.ª Grey Cup fue la edición centésimo segunda de la final por el campeonato de la Canadian Football League (CFL) para la temporada 2014. Este partido de fútbol canadiense se disputó el 30 de noviembre de 2014 entre el Calgary Stampeders, campeón de la División Oeste, y el Hamilton Tiger-Cats, campeón de la División Este. 
El encuentro se realizó en Estadio BC Place en Vancouver, British Columbia, con un triunfo para los Stampeders 20–16, quienes alcanzaron su séptima Grey Cup en la historia de la franquicia y la primera desde 2008. El quarterback de Calgary Bo Levi Mitchell fue nombrado el jugador más valioso del Grey Cup, mientras que Andy Fantuz de Hamilton recibió el Trofeo Dick Suderman como el canadiense más destacado.